# En nævefuld dollars
En nævefuld dollars (Per un Pugno di Dollari) er en spaghettiwestern fra 1964 instrueret af Sergio Leone med Clint Eastwood i hovedrollen sammen med Gian Maria Volontè, Marianne Koch, Wolfgang Lukschy, José Calvo og Joseph Egger. 
Efter at den blev udsendt i USA i 1967, blev den starten på spaghettiwesterngenrens popularitet. Den blev året efter efterfulgt af Hævn for dollars og Den gode, den onde og den grusomme i 1966. De tre film kaldes samlet for Dollars-trilogien. Filmen er en uofficiel genindspilning af Akira Kurosawas film Yojimbo fra 1961. I USA blev Eastwoods person i alle tre film kaldt Manden uden navn.
Det var en af de første spaghettiwesterns, som blev udsendt i USA, og mange af de europæiske skuespillere og teknikere antog amerikanske navne. Det gjaldt såvel Leone selv ("Bob Robertson"), Gian Maria Volontè ("Johnny Wels"), og filmkomponisten Ennio Morricone ("Dan Savio") foruden en række andre.
En håndfuld Dollars og de to efterfølgende film blev optaget i den spanske Almeria-provins.   

## Handling
Manden uden navn (Clint Eastwood) ankommer til en lille grænseby i Mexico ved navn San Miguel. Han bliver hurtigt introduceret til en fejde mellem to mafialignende familier, som strides om magten i byen. På den ene side er der Rojosbrødrene, som består af Don Miguel (den ældste og i reglen den der bestemmer) Esteban (den mest stædige) og Ramón (den klogeste og mest kompetente, som spilles af Gian Maria Volontè, der vendte tilbage i For nogle få Dollars mere som den psykopatiske El Indio), og på den anden side er der den lokale sherif John Baxter (Wolfgang Lukschy) og hans familie.
Den navnløse fremmede opdager snart en mulighed for at tjene "en håndfuld dollars" og beslutter at spille de to familier ud mod hinanden. Han ender med at befri Ramons fange og elskerinde Marisol (Marianne Koch) og giver hende og hendes familie besked på at flygte fra byen. 
Rojosbrødrene fanger og torterer den fremmede efter dette forræderi. Det lykkes snart den fremmede at flygte ved hjælp af kistesnedkeren Piripero (Joseph Egger, som også dukker op i følgende film). I deres søgning efter den fremmede samles Rojosfamilien, som er den stærkeste af familierne, udenfor Baxterfamiliens hjem, som de sætter ild i, hvorefter de dræber dem alle. Rojos er herefter den eneste dominerende familie i San Miguel. Den navnløse mand vender tilbage til byen og udfordrer dem i en dramatisk duel. Herved redder han sin ven, den lokale kromand Silvanito. Manden uden navn dræber Rojoerne, herunder Ramon, og rider væk før de amerikanske og mexicanske myndigheder kan nå frem.

## Skuespillere
- Clint Eastwood som Manden uden navn
- Marianne Koch som Marisol
- Gian Maria Volontè som Ramón Rojo (som Johnny Wels)
- Wolfgang Lukschy som John Baxter (som W. Lukschy)
- Sieghardt Rupp som Esteban Rojo (som S. Rupp)
- Joseph Egger som Piripero (som Joe Edger)
- Antonio Prieto som Don Miguel Rojo
- José Calvo som Silvanito
- Margarita Lozano som Consuelo Baxter
- Daniel Martín som Julián
- Benito Stefanelli som Rubio (som Benny Reeves)
- Mario Brega som Chico (som Richard Stuyvesant)
- Bruno Carotenuto som Antonio Baxter (som Carol Brown)
- Aldo Sambrell som medlem af Rojobanden (som Aldo Sambreli)

## Produktion
En håndfuld Dollars var oprindelig planlagt af Leone som en vej til at genopfinde westerngenren i Italien. Efter hans mening var de amerikanske westernfilm i slutningen af 1950'erne og begyndelsen af 1960'erne blevet stagnerende, overdrevet prædikende og utroværdige og derfor begyndte Hollywood at lave færre af dem. Leone fornemmede, at der stadig var et betydeligt marked for westerns i Europa og erkendte, at det italienske publikum på det tidspunkt var begyndt at grine af de faste konventioner i såvel amerikanske westerns som i de italienske efterligninger. Hans egen tilgangsvinkel bestod i at overføre italienske handlingsforløb og overføre dem til westernkulisser. Clint Eastwood var ikke den første skuespiller, som blev kontaktet om at spille hovedrollen. Oprindelig ville Leone have Henry Fonda til at spille rollen som Manden uden navn. Produktionsselskabet havde imidlertid ikke råd til at hyre en stor Hollywoodstjerne. Derefter tilbød Leone rollen til Charles Bronson, som afviste rollen, fordi manuskriptet var for dårligt. Både Fonda og Bronson kom senere til at spille hovedroller i Leones Vestens hårde halse (1968). Af andre skuespillerne, som afslog rollen, kan nævnes: Ty Hardin og James Coburn. Leone overvejede dernæst Richard Harrison, som kort forinden havde haft hovedrollen i den allerførste italienske western: Gunfight at Red Sands (Duello nel Texas). Harrison var imidlertid ikke tilfreds med forløbet af den foregående film, og afslog. Producenten lavede senere en liste over mindre kendte amerikanske skuespillere, som var til rådighed, og spurgte Harrison om råd. Harrison foreslog Clint Eastwood, som han vidste kunne spille cowboy på en overbevisende måde. Harrison udtalte senere: 
"Mit måske største bidrag til filmhistorien bestod i ikke at spille med i En håndfuld Dollars, og i at foreslå Clint til rollen".
Filmen skulle optages i Spanien, og selv om det ikke var den første western, der blev optaget på den måde, og selv om filmen selv helt klart var en hyldest til Akira Kurosawas Yojimbo (1961), blev filmen selv en milepæl i spaghettiwestern-genren, som udviklede sig fra midten af 1960'erne. Eastwood selv havde meget at gøre med udviklingen af Manden uden navns karakteristiske visuelle stil, som den optrådte i Dollars-trilogien. Han købte de sorte jeans i en tøjforretning på Hollywood Boulevard, hatten stammede fra en kostumeafdeling i Santa Monica og de karakteristiske sorte cigarer kom fra en forretning i Beverly Hills, (selv om Eastwood er ikke-ryger).
Da En håndfuld Dollars var en italiensk/tysk/spansk samproduktion, var der alvorlige sprogvanskeligheder under optagelserne. Sergio Leone talte ikke engelsk, og Eastwood talte mest med de italienske medvirkende og teknikere (herunder den velkendte skuespiller Gian Maria Volontè) gennem stuntmanden Benito Stefanelli, som også fungerede som en uofficiel tolk for produktionsholdet og senere optrådte i Leones andre film. Leone satte efter sigende hurtigt pris på Eastwoods karakteristiske stil, og sagde senere: "Jeg kan lide Clint Eastwood, fordi han kun har to ansigtsudtryk: et med hat på, og et uden".
En håndfuld Dollars blev den første film som benyttede Leones berømte og enestående visuelle stil i instruktionen. Den var påvirket af både John Fords visuelle landskaber og den japanske udspilingsmetode, som blev perfektioneret af Akira Kurosawa. Leone ønskede, at der skulle være en operalignende fornemmelse ved hans personer, og derfor er der mange eksempler på ekstreme nærbilleder af ansigterne på de forskellige personer, som fungerer som arier i en traditionel opera. De centrerer fokus på en enkelt person, og dette kontrafej bliver både landskab og dialog i scenen. Dette er helt anderledes end Hollywoods brug af ansigter, hvor nærbilleder blev anvendt til at vise reaktioner, normalt på en netop udtalt replik. Leones nærbilleder har mere karakter af portrætter, ofte belyst med renæssancelignende lyseffekter, og har helt deres egen betydning.

## Musikken
Filmmusikken blev skrevet af Ennio Morricone, der i teksterne kaldes Dan Savio. Morricone huskede at Leone havde bedt ham om at skrive "Dimitri Tiomkin-musik" til filmen.  Trompettemaet ligner Tiomkins "DeGuella"-tema fra Rio Bravo (1959) (som blev kaldt Un Dollaro D'onore i Italien) mens filmens indledende fløjtemusik peger tilbage til Tiomkins brug af fløjten i sin Gunfight at the O.K. Corral (1957). Selv om den ikke anvendes i den færdige film indspillede Peter Tevis en tekst til Morricones tema til filmen. Som ledsagemusik til den amerikanske udgave af filmen udsendte United Artists Records en anden tekst til Morricones tema ved navn Lonesome One med Little Anthony and the Imperials.

## Eksterne links
- En nævefuld dollars på Internet Movie Database (engelsk)
- En nævefuld dollars på Filmdatabasen
- En nævefuld dollars på Scope
- En nævefuld dollars i Svensk Filmdatabas (svensk)
- En nævefuld dollars på AlloCiné (fransk)
- En nævefuld dollars på MovieMeter (nederlandsk)
- En nævefuld dollars på AllMovie (engelsk)
- En nævefuld dollars hos American Film Institute (engelsk)
- En nævefuld dollars hos British Film Institute (engelsk)
- En nævefuld dollars' profil hos Encyclopædia Britannica Online (engelsk)
- A Fistful of Dollars Arkiveret 26. maj 2009 hos  Wayback Machine på the Spaghetti Western Database
- Fistful-of-Leone.com Arkiveret 7. juni 2019 hos  Wayback Machine
- Sergio Leone Web Board Arkiveret 12. juli 2009 hos  Wayback Machine
- Clint Eastwood.net Arkiveret 28. september 2019 hos  Wayback Machine
- Clint Eastwood Forums Arkiveret 3. august 2009 hos  Wayback Machine
- En sammenligning af Yojimbo, En håndfuld dollars og Last Man Standing Arkiveret 23. februar 2011 hos  Wayback Machine